# سندرم توهم لرزش و زنگ تلفن همراه
سندروم توهم ویبره و زنگ تلفن همراه (به انگلیسی: Phantom Vibration and ringing syndrome) سندرمی است که به توهم و احساس غلطی گفته می‌شود که فرد مبتلا، صدای زنگ تلفن همراه خود یا شخص دیگری را می‌شنود یا ویبرهٔ آن را احساس می‌کند، بدون آنکه تلفن همراه وی زنگ خورده باشد.
از دیگر موارد مشابه می‌توان به ringxiety (تک‌واژ چندوجهی از ring به معنی زنگ و anxiety به معنی اضطراب)، HypoVibroChondria (ترکیبی از Hypochondria به معنی خودبیمارانگاری و Vibro به معنی ارتعاش) و fauxcellarm (برگرفته از false alarm به معنی آژیر کاذب) اشاره کرد.
این توهم ممکن است هنگام حمام کردن، تماشای تلویزیون یا استفاده از وسایل پر سر و صدا تجربه شود. گوش انسان به طور مشخص قادر به شنیدن اصوات با فرکانس بین ۱٬۰۰۰ تا ۶٬۰۰۰ هرتز است و صدای زنگ تلفن‌های همراه نیز معمولاً در این بازه قرار دارند. شناسایی این فرکانس در فضاهای باز مشکل است، و این علت سبب می‌شود فرد در فواصل طولانی یا محیط‌های پر سر و صدا دچار اشتباه و توهم شود. اما علت توهم ویبره کم‌تر شناخته شده‌است و ممکن است علل روانی یا عصبی داشته باشد.